# Аксу (городская администрация)
Городска́я администра́ция Аксу, или го́род Аксу (каз. Ақсу қалалық әкімдігі) — административно-территориальная единица Павлодарской области. Административный центр — город Аксу.
Население — 67665 человек (2009; 73165 в 1999, 85958 в 1989).

## История
Кагановичский район был образован 14 февраля 1938 года в составе Павлодарской области из части территории Павлодарского и Бескарагайского районов.
По данным 1951 года район включал 10 сельсоветов: Грязновский, Ермаковский, Кызыл-Жарский, Кургульский, Ленинский, Марковский, Потанинский, Сынтасский, Чиганский и Чкаловский.
16 августа 1957 года Кагановичский район был переименован в Ермаковский район.
21 февраля 1992 года Ермаковский район был переименован в Аксуский район. 7 мая 1997 года Аксуский район был упразднён, а его территория передана в административное подчинение городу Аксу.
В 2005 году часть города Аксу площадью 14,9 км² вошла в состав администрации.
В 2007 году часть территории администрации площадью 246,73 км² была передана в состав Павлодарской городской администрации.
В 2019 году была упразднена посёлковая администрация Аксу, посёлок Аксу был присоединён к городу Аксу.

## Состав
В состав администрации входят город Аксу и 6 сельских округов:
- Аксу (каз. Ақсу) — город, административный центр администрации.
- Алгабаский сельский округ (каз. Алғабас ауылдық округі). Административный центр — село Алгабас (каз. Алғабас).
- Достыкский сельский округ (каз. Достық ауылдық округі). Административный центр — село Достык (каз. Достық).
- Евгеньевский сельский округ (каз. Евгеньевка ауылдық округі). Административный центр — село Евгеньевка (каз. Евгеньевка).
- Сельский округ имени Мамаита Омарова (каз. Мәмәйіт Омаров ауылдық округі). Административный центр — село Имени Мамаита Омарова (каз. Мамаит Омаров ат.с.).
- Калкаманский сельский округ (каз. Қалқаман ауылдық округі). Административный центр — село Калкаман (каз. Қалқаман).
- Кызылжарский сельский округ (каз. Қызылжар ауылдық округі). Административный центр — село Кызылжар (каз. Қызылжар).